# North Burnett
North Burnett är en region i Australien. Den ligger i delstaten Queensland, omkring 300 kilometer nordväst om delstatshuvudstaden Brisbane. Antalet invånare är 10 360.
Följande samhällen finns i North Burnett:
- Gayndah
- Biggenden
- Three Moon
- Riverleigh
- Rawbelle

I omgivningarna runt North Burnett växer huvudsakligen savannskog. Trakten runt North Burnett är nära nog obefolkad, med mindre än två invånare per kvadratkilometer. Genomsnittlig årsnederbörd är 839 millimeter. Den regnigaste månaden är mars, med i genomsnitt 158 mm nederbörd, och den torraste är augusti, med 22 mm nederbörd.